# La germana del nóvio
La germana del nóvio o La germana del nuvi (títol original, Sister of the Groom) és una pel·lícula de comèdia estatunidenca del 2020, escrita i dirigida per Amy Miller Gross. És protagonitzada per Alicia Silverstone, Tom Everett Scott, Jake Hoffman, Mathilde Ollivier, Charlie Bewley, Noah Silver, Abigail Marlowe, Mark Blum, Julie Engelbrecht i Ronald Guttman. S'ha doblat al valencià per a À Punt amb el títol de La germana del nóvio; també s'ha doblat i subtitulat al català central amb el nom de La germana del nuvi.
El germà de l'Audrey està a punt de casar-se amb una dona francesa durant el 40è aniversari de l'Audrey. Ella s'espanta i intenta sabotejar el casament.
Es va estrenar el 18 de desembre de 2020 a càrrec de Saban Films.

## Repartiment
- Alicia Silverstone com a Audrey
- Tom Everett Scott com a Ethan
- Jake Hoffman com a Liam
- Mathilde Ollivier com a Clemence
- Charlie Bewley com a Isaac
- Noah Silver com a Orson
- Abigail Marlowe com a Suzette
- Mark Blum com a Nat
- Julie Engelbrecht com a Bernetta
- Ronald Guttman com a Philibert
- Wai Ching Ho com a Darling Aquino